# سرية حمزة بن عبد المطلب
سرية حمزة بن عبد المطلب رضى الله عنه أو سرية سيف البحر، أول سرية أرسلها نبي الإسلام محمد بن عبد الله ﷺ، وذلك في شهر رمضان على رأس سبعة أشهر من الهجرة إلى المدينة المنورة، وعقد له لواء أبيض، فكان الذي حمله أبو مرثد كناز بن الحصين الغنوي رضى الله عنه، وكان تعداد السرية ثلاثين رجلاً، كلهم من المهاجرين.

## أحداث السرية
خرج حمزة رضى الله عنه يعترض لعير قريش قد جاءت من الشام تريد مكة وفيها أبو جهل في ثلاثمائة رجل، فبلغوا سيف البحر (أي ساحله) من ناحية العيص فالتقوا حتى اصطفوا للقتال، فمشى مجدي بن عمرو الجهني رضى الله عنه وكان حليفًا للفريقين جميعًا إلى هؤلاء مرة وإلى هؤلاء مرة حتى حجز بينهم ولم يقتلوا، فتوجه أبو جهل في أصحابه وعيره إلى مكة وانصرف حمزة بن عبد المطلب رضى الله عنه في أصحابه إلى المدينة المنورة ولم يحصل قتال.
وكان لواء حمزة  رضى الله عنه أول لواء عقده رسول الله ﷺ، وكان أبيض وكان حامله أبا مرثد كناز بن الحصين الغنوي رضى الله عنه.